# Браунсвілл
Браунсвілл (англ. Brownsville) — місто (англ. city) в США, адміністративний центр округу Камерон, найпівденніше місто штату Техас, розташоване на лівому березі річки Ріо-Гранде біля її гирла у Мексиканській затоці. Тут закінчується Береговий канал, що тягнеться від Бостона на 4800 км. Населення — 175 023 особи (2010; 15-е у Техасі); агломерації — 396 371 особа (2009 рік); конурбації Браунсвіл-Гарлінген-Раймондвіл — 416 766 осіб (2009 рік).
Разом із мексиканським містом через річку Матаморос складає конурбацію з населенням 1 136 995 осіб (2010 рік).
Середньодобова температура липня — +29 °C, січня — +15 °C. Щорічні опади — 700 мм із піком на травень-червень і серпень-жовтень.
У Браунсвіллі на узбережжі Мексиканської затоки розміщена коса-острів та місто — Саут-Падре-Айланд, — морський і туристичний курорт.

## Географія
Браунсвілл розташований за координатами 26°1′6″ пн. ш. 97°27′14″ зх. д. / 26.01833° пн. ш. 97.45389° зх. д. (26.018326, -97.453826).  За даними Бюро перепису населення США в 2010 році місто мало площу 378,87 км², з яких 342,73 км² — суходіл та 36,13 км² — водойми.

### Клімат
| Клімат : Браунсвілл                                 | Клімат : Браунсвілл | Клімат : Браунсвілл | Клімат : Браунсвілл | Клімат : Браунсвілл | Клімат : Браунсвілл | Клімат : Браунсвілл | Клімат : Браунсвілл | Клімат : Браунсвілл | Клімат : Браунсвілл | Клімат : Браунсвілл | Клімат : Браунсвілл | Клімат : Браунсвілл | Клімат : Браунсвілл |
| Показник                                            | Січ.                | Лют.                | Бер.                | Квіт.               | Трав.               | Черв.               | Лип.                | Серп.               | Вер.                | Жовт.               | Лист.               | Груд.               | Рік                 |
| Абсолютний максимум, °C                             | 35,0                | 34,4                | 41,1                | 40,0                | 38,9                | 40,0                | 40,0                | 40,6                | 40,6                | 37,2                | 36,7                | 34,4                | 41,1                |
| Середній максимум, °C                               | 21,4                | 23,2                | 26,1                | 28,7                | 31,3                | 33,4                | 34,2                | 34,7                | 32,5                | 29,8                | 26,2                | 22,1                | 28,6                |
| Середній мінімум, °C                                | 10,9                | 12,6                | 15,3                | 18,8                | 22,4                | 24,3                | 24,6                | 24,6                | 22,8                | 19,4                | 15,3                | 11,5                | 18,6                |
| Абсолютний мінімум, °C                              | −7,8                | −11,1               | −2,2                | 2,8                 | 5,0                 | 13,3                | 14,4                | 17,2                | 10,6                | 1,7                 | −2,8                | −8,9                | −11,1               |
| Середня кількість сонячних годин на місяць          | 130,6               | 151,3               | 206,8               | 232,7               | 266,4               | 306,5               | 334,4               | 306,4               | 252,0               | 228,3               | 166,2               | 130,7               | 2712,3              |
| Норма опадів, мм                                    | 32                  | 27                  | 31                  | 39                  | 67                  | 65                  | 52                  | 62                  | 150                 | 95                  | 46                  | 29                  | 697                 |
| Днів з опадами                                      | 7,3                 | 5,5                 | 4,4                 | 4,0                 | 4,9                 | 5,9                 | 5,3                 | 6,6                 | 10,0                | 7,5                 | 6,0                 | 7,0                 | 74,4                |
| Вологість повітря, %                                | 79.3                | 77.4                | 74.6                | 75.1                | 76.5                | 75.0                | 73.2                | 73.8                | 76.3                | 75.3                | 76.1                | 78.2                | 75.9                |
| --------------------------------------------------- | ------------------- | ------------------- | ------------------- | ------------------- | ------------------- | ------------------- | ------------------- | ------------------- | ------------------- | ------------------- | ------------------- | ------------------- | ------------------- |
| Джерело: NOAA (relative humidity and sun 1961−1990) |                     |                     |                     |                     |                     |                     |                     |                     |                     |                     |                     |                     |                     |

## Демографія

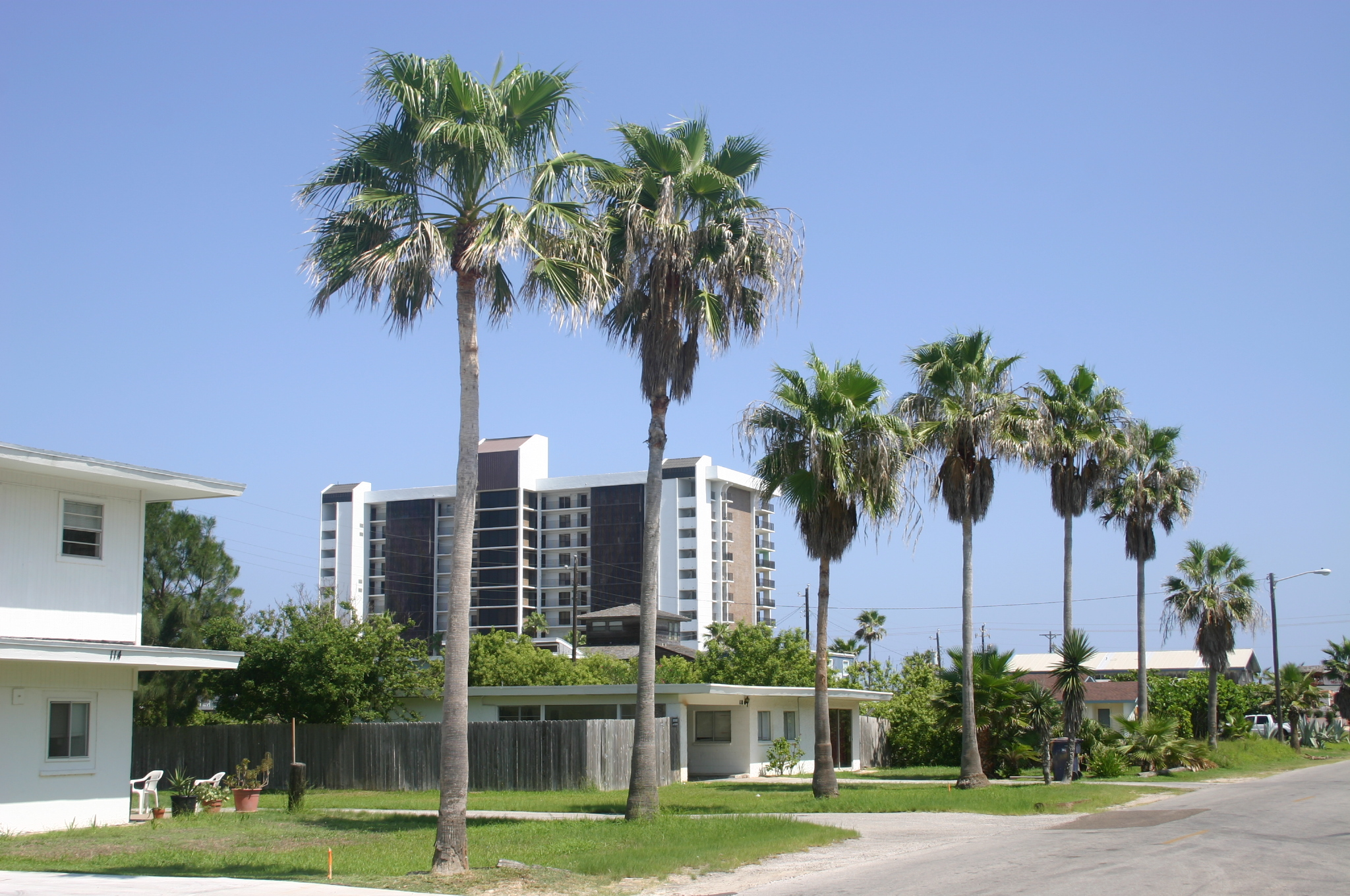
На курорті-косі Саут-Падре-Айланд

Згідно з переписом 2010 року, у місті мешкали 175 023 особи в 49 871 домогосподарстві у складі 41 047 родин. Густота населення становила 462 особи/км².  Було 53936 помешкань (142/км²).
Расовий склад населення:
| - 88,0 % — білих - 0,7 % — азіатів - 0,4 % — корінних американців - 0,4 % — чорних або афроамериканців - 9,1 % — осіб інших рас |

До двох чи більше рас належало 1,5 %. Частка іспаномовних становила 93,2 % від усіх жителів.
За віковим діапазоном населення розподілялося таким чином: 34,0 % — особи молодші 18 років, 56,1 % — особи у віці 18—64 років, 9,9 % — особи у віці 65 років та старші. Медіана віку мешканця становила 29,5 року. На 100 осіб жіночої статі у місті припадало 89,5 чоловіків;  на 100 жінок у віці від 18 років та старших — 83,0 чоловіків також старших 18 років.
Середній дохід на одне домашнє господарство  становив 47 853 долари США (медіана — 32 894), а середній дохід на одну сім'ю — 51 019 доларів (медіана — 36 623). Медіана доходів становила 31 082 долари для чоловіків та 25 614 долари для жінок. За межею бідності перебувало 33,7 % осіб, у тому числі 46,6 % дітей у віці до 18 років та 29,7 % осіб у віці 65 років та старших.
Цивільне працевлаштоване населення становило 67 066 осіб. Основні галузі зайнятості: освіта, охорона здоров'я та соціальна допомога — 31,5 %, роздрібна торгівля — 14,2 %, мистецтво, розваги та відпочинок — 8,6 %, науковці, спеціалісти, менеджери — 7,4 %.